# Festival de la Cançó d'Eurovisió 1957
El Festival de la Cançó d'Eurovisió 1957 fou la segona edició d'aquest esdeveniment musical. Tingué lloc el diumenge 3 de març de 1957 a Frankfurt del Main (Alemanya Occidental). El país guanyador va ser Països Baixos amb la cançó "Net als toen", interpretada per Corry Brokken. Igual que en l'edició de 1956, aquest fou un esdeveniment principalment radiofònic, però ja hi va haver una part significativa de l'audiència que va seguir l'esdeveniment per televisió.
Durant algun temps va córrer el rumor que es va atorgar a Alemanya Occidental el dret d'organitzar l'edició de 1957 perquè aquest país va assolir el segon lloc l'any 1956 amb el tema "Im Wartesaal zum großen Glück" de Walter Andreas Schwarz. En realitat, no només no es van fer públiques les puntuacions finals de 1956, sinó que encara no s'havia establert la norma que el país guanyador d'una edició organitzaria l'edició de l'any següent. En aquella època, la intenció era que hi hauria un sistema rotatiu de torns per designar el país organitzador. Tot i això, aquest sistema va esdevenir poc pràctic, a causa del nombre creixent de països participants.

## Seu

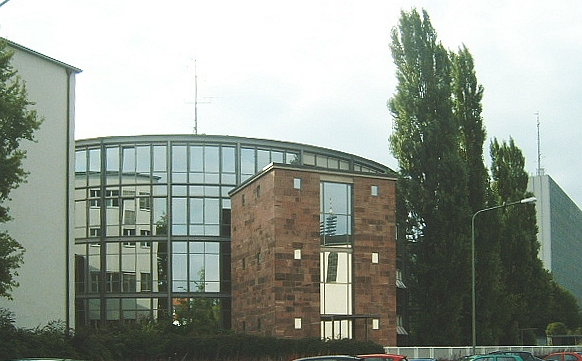
Estudis de la Großer Sendesaal des hessischen Rundfunks, Frankfurt del Main. Seu on se celebrà el Festival de la Cançó d'Eurovisió 1957

L'esdeveniment va tenir lloc a Frankfurt del Main, que en aquella època era una de les ciutats més grans d'Alemanya Occidental. La seu va ser la Großer Sendesaal des hessischen Rundfunks, un edifici, sala de concerts i anterior estudi de televisió. Anteriorment acollí els estudis centrals de la Hessischer Rundfunk. Avui en dia s'utilitza com a sala de concerts.
Després de ser destruïda en la Segona Guerra Mundial durant la dècada del 1940, Frankfurt del Main es va reconstruir durant la dècada del 1950, fins a arribar a ser un dels centres financers més prominents d'Europa. Amb l'ajuda financera d'institucions nacionals i internacionals, Frankfurt del Main va construir el 1957, l'any del festival, el primer dels edificis de negocis que simbolitzaven la seva recuperació.

## Format
En l'edició d'aquest any, la cançó d'Itàlia tenia una durada de 5:09 minuts, mentre que la del Regne Unit tingué una durada de només 1:52 minuts. A causa d'això, posteriorment es va introduir una norma que limitava la durada de cada cançó a un màxim de 3 minuts; aquesta regla encara està vigent.
En aquesta edició s'hi introduí una nova regla, segons la qual es permetia la participació de duets. Els representants de Dinamarca, Birthe Wilke i Gustav Winckler, van ser els primers a acollir-se a aquesta nova norma. A la finalització de la seva actuació, la parella es va fer el petó més llarg de la història del festival, encara que només el va poder apreciar l'audiència que seguia la competició per televisió. El motiu va ser que estava previst que un membre de l'equip de producció havia d'ensenyar un rètol indicant que s'havia d'acabar el petó, però se'n va oblidar.
Aquest fou el primer any en què els jurats van emetre les seves votacions per telèfon. També fou la primera vegada que va guanyar Països Baixos. Un altre canvi significatiu va ser que els jurats nacionals no podien votar per la seva cançó, una norma que encara continua vigent.

## Països participants

Països participants

Bèlgica, França, Alemanya Occidental, Itàlia, Luxemburg, Països Baixos i Suïssa van participar en el festival per segon cop, després dels seus respectius debuts en 1956. Àustria, Dinamarca i Regne Unit hi van participar per primer cop; aquests països tenien la intenció de participar en l'edició de 1956, però van formalitzar les seves peticions a la Unió Europea de Radiodifusió després de vèncer el termini establert. Amb aquestes incorporacions el 1957, el nombre total de participants fou de 10, tres més que en la primera edició.

### Directors
Cada actuació tingué un director d'orquestra.
- Bèlgica - Willy Berking
- Luxemburg - Willy Berking
- Regne Unit - Eric Robinson
- Itàlia - Armando Trovajoli
- Àustria - Carl de Groof
- Països Baixos - Dolf van der Linden
- Alemanya Occidental - Willy Berking
- França - Paul Durand
- Dinamarca - Kai Mortensen
- Suïssa - Willy Berking

### Artistes reincorporats
Dos artistes participants en l'edició inicial del festival van tornar el 1957: Corry Brokken per Països Baixos; i Lys Assia per Suïssa.

## Resultats
| Ordre | País                | Idioma     | Artista                        | Cançó                           | Traducció al català            | Posició | Punts |
| ----- | ------------------- | ---------- | ------------------------------ | ------------------------------- | ------------------------------ | ------- | ----- |
| 01    | Bèlgica             | Neerlandès | Bobbejaan Schoepen             | "Straatdeuntje"                 | Cançó de carrer                | 8       | 5     |
| 02    | Luxemburg           | Francès    | Danièle Dupré                  | "Amours mortes (tant de peine)" | Amors morts (tanta pena)       | 5       | 8     |
| 03    | Regne Unit          | Anglès     | Patricia Bredin                | "All"                           | Tot                            | 7       | 6     |
| 04    | Itàlia              | Italià     | Nunzio Gallo                   | "Corde della mia chitarra"      | Les cordes de la meva guitarra | 6       | 7     |
| 05    | Àustria             | Alemany    | Bob Martin                     | "Wohin, kleines Pony?"          | Cap a on, petit poni?          | 10      | 3     |
| 06    | Països Baixos       | Neerlandès | Corry Brokken                  | "Net als toen"                  | Només com aleshores            | 1       | 31    |
| 07    | Alemanya Occidental | Alemany    | Margot Hielscher               | "Telefon, Telefon"              | Telèfon, telèfon               | 4       | 8     |
| 08    | França              | Francès    | Paule Desjardins               | "La belle amour"                | L'amor bonic                   | 2       | 17    |
| 09    | Dinamarca           | Danès      | Birthe Wilke i Gustav Winckler | "Skibet skal sejle i nat"       | El vaixell salparà aquesta nit | 3       | 10    |
| 10    | Suïssa              | Francès    | Lys Assia                      | "L'enfant que j'étais"          | El nen que vaig ser            | 8       | 5     |

## Puntuacions
|              |               | Votacions | Votacions | Votacions | Votacions | Votacions | Votacions | Votacions | Votacions | Votacions | Votacions | Votacions |
| Total        | BEL           | LUX       | GBR       | ITA       | AUT       | NED       | GER       | FRA       | DEN       | SUI       |           |           |
| ------------ | ------------- | --------- | --------- | --------- | --------- | --------- | --------- | --------- | --------- | --------- | --------- | --------- |
| Participants | Bèlgica       | 5         |           |           |           |           |           |           | 2         |           | 2         | 1         |
| Participants | Luxemburg     | 8         |           |           | 1         | 4         | 3         |           |           |           |           |           |
| Participants | Regne Unit    | 6         | 1         | 1         |           |           | 1         | 1         |           |           |           | 2         |
| Participants | Itàlia        | 7         | 1         | 1         | 2         |           |           | 2         |           |           | 1         |           |
| Participants | Àustria       | 3         |           |           | 2         |           |           | 1         |           |           |           |           |
| Participants | Països Baixos | 31        | 5         | 3         | 1         | 1         | 6         |           | 1         | 4         | 3         | 7         |
| Participants | Alemanya      | 8         | 1         |           |           | 1         |           |           |           | 6         |           |           |
| Participants | França        | 17        | 2         | 4         | 2         |           |           | 1         | 6         |           | 2         |           |
| Participants | Dinamarca     | 10        |           |           | 2         | 3         |           | 5         |           |           |           |           |
| Participants | Suïssa        | 5         |           | 1         |           | 1         |           |           | 1         |           | 2         |           |

## Cobertura internacional i votacions
La següent taula mostra l'ordre en què es van atribuir els vots durant el concurs de 1957, juntament amb el portaveu responsable d'anunciar els vots pel seu país respectiu. Cada emissora nacional va enviar també un comentarista al concurs, per tal de donar cobertura al desenvolupament del concurs en el seu propi idioma. A continuació es detallen els comentaristes i l'emissora que representaven.

### Votacions i portaveus
1. Suïssa - Mäni Weber
2. Dinamarca -
3. França - Claude Darget
4. Alemanya Occidental - Joachim Fuchsberger
5. Països Baixos - Willem Duys
6. Àustria -
7. Itàlia - Nunzio Filogamo
8. Regne Unit - David Jacobs
9. Luxemburg -
10. Bèlgica - Bert Leysen

### Comentaristes
- Àustria - sense comentarista (ORF)
- Bèlgica - Nic Bal (NIR), Janine Lambotte (INR)
- Dinamarca - Gunnar Hansen (Statsradiofonien TV)
- França - Robert Beauvais (RTF)[10]
- Alemanya Occidental - Wolf Mittler (Deutsches Fernsehen)
- Luxemburg - Robert Beauvais (Télé-Luxembourg)
- Itàlia - Bianca Maria Piccinino (Programma Nazionale)
- Països Baixos - Piet te Nuyl (NTS)[11]
- Suècia - Nils Linnman (Radiotjänst TV)[12]
- Suïssa - Robert Beauvais (TSR)
- Regne Unit - Berkeley Smith (BBC Television Service), Tom Sloan (BBC Light Programme)